# Raimund Bethge
Raimund Bethge (Schwedt, 7 luglio 1947) è un bobbista tedesco.

## Biografia
Viene ricordato come vincitore di una medaglia d'oro nella sua disciplina, vittoria ottenuta ai campionati mondiali del 1977 (edizione tenutasi a St. Moritz, Svizzera) insieme ai suoi connazionali Meinhard Nehmer, Bernhard Germeshausen e Hans-Jürgen Gerhardt
Ai mondiali del 1978 vinse due medaglie: una d'argento nel bob a due e una di bronzo nel bob a quattro.